# Абий
Абий (якут. Абый, рос. Абый) — село, центр сільського поселення Абийський наслег в Абийскому улусі Якутії.

## Географія
Село розташоване за Північним полярним колом, за 70 км на північний захід від селища Біла Гора (центра Абийського улусу).

## Населення
Згідно з оцінкою на 1 січня 2010 року, у селі проживав 491 особа (в 2002 році — 498 осіб).

## Історія
Село засноване в 1928 році.

## Транспорт
Перевезення пасажирів повітряним транспортом здійснюється влітку 3 рази на тиждень з ділянкою Деску. Взимку до улусного центру можна дістатися автомобільним транспортом.